# Лепс Григорій Вікторович
Григорій Лепс (справжнє ім'я — Григорій Вікторович Лепсверідзе (груз. გრიგორი ლეფსვერიძე); нар. 16 липня 1962, Сочі, Краснодарський край, Російська РФСР) — російський співак грузинського походження, автор пісень, член Міжнародного союзу діячів естрадного мистецтва (творчої спілки), народний артист РФ (2022). Підтримує путінський режим та війну Росії проти України. Фігурант бази «Миротворець». Внесений до переліку осіб, що створюють загрозу нацбезпеці Україні. В Україні заборонена творчість за участю Лепса.
З 7 січня 2023 року перебуває під санкціями РНБО за антиукраїнську діяльність.

## Життєпис
Народився 16 липня 1962 в Сочі, РСФСР. Батько — Віктор Антонович Лепсверідзе (1930—1986), працівник Сочінського м'ясокомбінату, загинув у ДТП. Мати — Нателла Семенівна (н. 16.03.1936), працівниця хлібозаводу. Рідна сестра — Етері.
Зареєстрований як особа з найвищим доходом серед всіх співаків в Росії в 2013, 2014 та 2015 році.

## Громадянська позиція
У лютому 2015 року виступив проти Майдану в усіх його проявах:
| «Я не хочу, аби це трапилось в Росії... Я проти Майдану в усіх його проявах... Він нічого доброго не принесе Росії, як нічого доброго не приніс і Україні... Я за велику, вільну країну — Росію»Оригінальний текст (рос.) «Я не хочу, чтобы это случилось в России... Я против Майдана во всех его проявлениях... Он ничего хорошего не принесет России, как ничего хорошого он не принес и Украине... Я за великую, свободную страну — Россию» |
8 серпня 2015 року внесено до «Чорного списку Міністерства культури України».
Фігурант бази даних центру «Миротворець» як особа, яка незаконно відвідувала окупований Росією Крим, свідомо порушуючи державний кордон України.
У 2018 році виступав на концерті, присвяченому незаконному відкриттю Кримського мосту.
У 2021 році прокуратура АР Крим та Севастополя відкрила кримінальне провадження за протиправні дії, які кваліфіковано за ч. 2 ст. 332-1 КК України, досудове розслідування буде здійснюватися СУ ГУ СБУ в АР Крим за фактом незаконного в'їзду/виїзду росіян на окупований півострів.
11 травня 2022, відвідав тимчасово окупований росіянами Донбас, заспівавши на підтримку російських військових. Разом з Ларисою Доліною та Дмитром Дюжевим виступив на окупованому Донецьку на честь 8-річчя у так званий «день республіки» в так званій «ДНР».
19 червня 2023 на Російському економічному форумі разом з Миколою Басковим пообіцяв платити російським окупантам по 1 млн рублів за кожен підбитий танк Leopard.
| Подобьющий танк "Леопард" – миллион рублей. Мы как представители творчества вносим свой вклад для наших бойцов. Чтобы мы знали, что они делают это не только потому, что это их гражданская позиция. А мы это делаем, потому что хотим, чтобы они знали, что мы рядом с ними... |
Наступного дня концерт Лепса в Казахстані було скасовано.

## Санкції
31 жовтня 2013 року Міністерство фінансів США звинуватило Лепса в причетності до «пострадянської мафії» і внесло його до «чорного списку». За даними США, Лепс має зв'язки з «Братським колом» (англ. Brothers' Circle), який вони характеризують як «євразійський злочинний синдикат». Лепсу було заборонено в'їзд до США, американським громадянам заборонено укладати з ним угоди, а його активи в американській юрисдикції заморожено. 8 лютого 2023 року санкції США було знято.
У серпні 2015 року СБУ внесла Лепса до списку діячів культури, дії яких створюють загрозу національній безпеці України.
3 травня 2019 року Литва заборонила в'їзд Лепсу. 1 листопада 2019 року Латвія також оголосила його персоною нон грата.
16 грудня 2022 року на тлі вторгнення Росії в Україну внесений до списку санкцій ЄС за підтримку війни. В ЄС зазначили, що Лепс подорожував українськими територіями, окупованими Росією, виступав на концерті на підтримку самопроголошеної ДНР, таким чином його дії стали частиною пропагандистської кампанії російської влади.
21 грудня 2022 року до санкцій проти Лепса приєдналася Швейцарія.
6 січня 2023 року повторно доданий до санкційного списку України.
У червні 2024 року профіль співака на Spotify було видалено сервісом.
3 березня 2025 року слідчі заочно повідомили Лепсу про підозру за двома статтями ККУ::
- фінансування дій, вчинених з метою насильницької зміни чи повалення конституційного ладу або захоплення державної влади, зміни меж території або державного кордону України (ч.3 ст.110-2);
- виправдовування, визнання правомірною, заперечення збройної агресії РФ проти України, глорифікація її учасників (ч.3 ст.436-2).

У червні 2025 року СБУ оголосила Лепса в розшук.